# Pavlo Pašajev
Pavlo Bahifovyč Pašajev (in ucraino Павло Вагіфович Пашаєв?, in russo Павел Вагифович Пашаев?, Pavel Bagifovič Pašaev; Krasnyj Luč, 4 gennaio 1988) è un ex calciatore ucraino naturalizzato azero, di ruolo difensore.

## Carriera

### Club
Il suo debutto da professionista arriva nel 2008, con la maglia del Kryvbas.

### Nazionale
Conta 2 presenze con la nazionale ucraina, ed essendo state quelle due partite amichevoli ha potuto essere selezionato con la nazionale azera, con la quale ha disputato 21 partite.